# Springhill (Nuova Scozia)
Springhill è una municipalità (community) del Canada, situata nella provincia di Nuova Scozia.